# كامل مروة
كامل جميل مروة (1915 - 1966)، كاتب وباحث وإعلامي لبناني، مؤسس صحيفة «الحياة» و«ذا ديلي ستار» و«بيروت ماتان». ولد في بلدة الزرارية في جبل عامل من قرى قضاء الزهراني في جنوب لبنان، وقضى اغتيالا.

## نشأته ودراسته وعمله
ولد عام 1915 في بلدة الزرارية في جنوب لبنان، والده جميل مروة كان من أوائل المغتربيين اللبنانيين إلى المكسيك وبقي فيها قرابة 15عاماً ومن ثم عاد منها في أواخر عام 1914 فسكن في الزرارية. انتقلت عائلته إلى صيدا وعمره آنذاك ثمانية أشهر، وتوفي والده عام 1925 وكان عمر كامل وقتها 10 سنوات.
تلقى دراسته الابتدائية في مدرسة المقاصد في صيدا، ثم تابع دراسته الثانوية في مدرسة الفنون الجميلة في صيدا وبعد انتهاء دراسته الثانوية انتقل إلى بيروت عام 1932 ونال منحة دراسية تابع فيها دراسته العالية في الجامعة الأميركية في بيروت، بعدها عيّن معلماً لمادتي التاريخ والجغرافيا في المدرسة العاملية التابعة للجمعية العاملية برئاسة رشيد بيضون.

## في السياسة
في شبابه كان مقربا من الرئيس رشيد بيضون وسافرا معا إلى أفريقيا الغربية عام 1937 لجمع التبرعات بقصد توسيع المدرسة العاملية. ومع عودته قام بتأليف كتابه بعنوان «نحن في أفريقيا»
ناهض الانتداب الفرنسي، واضطر إلى مغادرة لبنان هرباً من الفرنسيين إبّان الحرب العالمية الثانية. فلجأ إلى إسطنبول عام 1941 ومنها إلى بلغاريا ورومانيا وألمانيا، ملتحقاً بجماعات المجاهدين العرب الذين كانت تلاحقهم دول الحلفاء آنذاك. عاد إلى بيروت أواخر عام 1944 فاعتقلته سلطات الانتداب الفرنسي أربعة أشهر ثم أطلقت سراحه.

## في الصحافة
أول محاولة صحفية كانت أيام دراسته الثانوية حيث أصدر مع عدد من زملائه ومنهم رشدي المعلوف مجلة (ثمرة الفنون).
ابتدأ عمله الصحفي الفعلي عام 1933 في جريدة «النداء» التي كان يصدرها كاظم الصلح، كما عمل مراسلاً لصحف عالمية عدة. وبعدها التحق عام 1935 بجريدة النهار أيام جبران تويني الجد (1890- 1947).
أنشأ كامل مروة مع الشيخ فؤاد حبيش في مطلع الحرب العالمية الثانية مجلة «الحرب الجديدة المصورة»، ثم ما لبث أن فرّ خارج البلاد وتعطّلت المجلة.
بعد عودته إلى البلاد، أسس وترأس الصحف التالية:
- الحياة: أصدرها في 28 يناير من العام 1946.
- ذا ديلي ستار: أصدرها في العام 1952 باللغة الإنكليزية.
- بيروت ماتان: أصدرها في العام 1959 باللغة الفرنسية.

أدخل الحداثة إلى عالم الصحافة في لبنان، فهو أول من كتب المقال الافتتاحي القصير في بيروت وجعل عنوان مقالاته قل كلمتك وامشي.

## أسرته
- والده جميل مروة: من أوائل المغتربين اللبنانيين إلى المكسيك
- أولاده: حياة، جميل، لينة، كريم ومالك
- زوجته: سلمى عبد اللطيف البيسار تولت إدارة صحيفة الحياة بعد اغتيال زوجها من العام 1966 إلى العام 1973.

## مؤلفاته
له عدد من المؤلفات، بعضها كتب عنه بعد اغتياله:
- نحن في أفريقيا
- ستة في طيارة
- قل كلمتك وامشِ - جزآن
- بيروت - برلين - بيروت: مشاهدات في أوروبا وألمانيا أثناء الحرب العالمية الثانية 1941-1942. تاريخ النشر عام 1991 عن دار رياض الريس للكتب والنشر، وكذلك عام 2005 عن المؤسسة العربية للدراسات والنشر
- مقالات ويوميات : وهي مذكراته أثناء عمله في جريدة النهار من عام 1937م إلى 1941م، وكانت فترة قام خلالها بجولة صحفية إلى تركيا وأوروبا دوَّن فيها ما رآه.

### ما كُتب عنه
- مؤسس جريدة الحياة - إصدار دار الحياة
- اغتيال كامل مروة في مكتبه (ملف التحقيق) - سنة النشر 1996 -الناشر غير معروف[5]
- كامل مروة كما عرفته- تأليف دنيا مروة.
- مرافعة الأستاذ محسن سليم أمام المجلس العدلي في قضية اغتيال كامل مروة: دراسة قانونية شاملة، إصدار مكتب المحامي محسن سليم- تاريخ النشر 1999.

## وفاته
أغتيل يوم الاثنين 16 أيار سنة 1966، في مكتبه في دار الحياة في بيروت برصاصتين أطلقتا من مسدس كاتم للصوت فأصابتاه في القلب وكان عمره 51 عاماً.

## وصلات خارجية
- كامل مروة شهيد الصحافة قال كلمته ومشى